# Бети Хатон
Бети Хатон (енгл. Betty Hutton; 26. фебруар 1921 — 12. март 2007), право име Елизабет Џун Торнберг (енгл. Elizabeth June Thornburg), била је америчка глумица, певачица, комичарка и плесачица.